# Samsung Galaxy A8 (2016)
Samsung Galaxy A8 (2016) (стилизованно «SAMSUNG Galaxy A86») — Android-фаблет производства Samsung Electronics. Он был представлен 30 сентября 2016 года южнокорейским оператором связи SK Telecom. В отличие от большинства смартфонов Galaxy A, Galaxy A8 (2016) оснащен лучшим процессором, аналогичным флагманам Samsung 2015 года — Samsung Galaxy S6, Samsung Galaxy S6 Edge и Samsung Galaxy Note 5.
После выхода Galaxy A8 (2016) доступен только на рынке Южной Кореи по цене 649 000 вон (примерно 580 долларов).

## Оборудование
Смартфон оснащен Exynos 7420 SoC, состоящая из 4 ARM Cortex-A57 и 4 Cortex-A53, GPU Mali-T760MP8 и оснащен 3 ГБ оперативной памяти и 32 ГБ внутренней памяти, расширяемой до 256 ГБ с помощью слота MicroSD, который также может быть использован для второй Nano-SIM. Устройство сохранило несъемный аккумулятор, как и его предшественник, емкостью 3500 мАч с технологией адаптивной быстрой зарядки. Galaxy A8 (2016) также имеет сканер отпечатков пальцев и поддержку Samsung Pay с технологиями связи NFC и MST.

## Дизайн
Samsung Galaxy A8 (2016) имеет полностью металлический корпус, аналогичный предыдущему Samsung Galaxy A8. Фронтальный дисплей Galaxy A8 (2016) защищен стеклом Corning Gorilla Glass 4.

## Программное обеспечение
Samsung Galaxy A8 (2016) работает под управлением Android 6.0.1 Marshmallow с интерфейсом Grace UX, представленным в Galaxy Note 7. Новая функция «Always On display» отображает часы, календарь и уведомления на экране, когда устройство находится в режиме ожидания, аналогично Samsung Galaxy S7, S7 Edge.